# Anthony Pérez
Anthony Perez (Cumaná, 29 de setembro de 1993) é um basquetebolista venezuelano que atualmente joga pela Universidade do Mississippi disputando a National Collegiate Athletic Association. O atleta possui 2,05m e atua na posição ala.